# Лопух гайовий
{{#ifeq:0|0|{{#if:|{{#if:Arctiumnemorosum|[[]}}|}}}}
Лопух гайовий, лопух дібровний (Arctium nemorosum) — вид рослин з родини айстрових (Asteraceae), поширений у більшій частині Європи.

## Опис
Дворічна трав'яниста рослина 10–250 см заввишки. Корінь сильний. Стебло гіллясте, грубе, коротковолосе. Листки чергуються, черешкові. Листова пластина широко яйцювата, основа серцеподібна, дрібнозубчаста, нижня поверхня біло-сірувато-пухнаста. Кошики великі, 3–4 см в діаметром, розташовані в китицеподібному суцвітті; верхні — здебільшого скупчені у вигляді клубочків; нижні — сидять поодиноко на дуже коротких ніжках. Листочки обгортки майже голі або слабо-павутинисті; внутрішні — рівні квіткам або трохи довші від них. Віночок пурпурово-червоний. Сім'янки 6–8 мм довжиною, оберненояйцюваті, слабо поперечно-зморшкуваті; чубчик 2.5–3 мм довжиною.

## Поширення
Поширений у більшій частині Європи.
В Україні вид зростає в лісах, на лісових галявинах і полянах — у Закарпатті, Розточчі-Опіллі, Поліссі, Лісостепу, Степовому і гірському Криму.

## Галерея

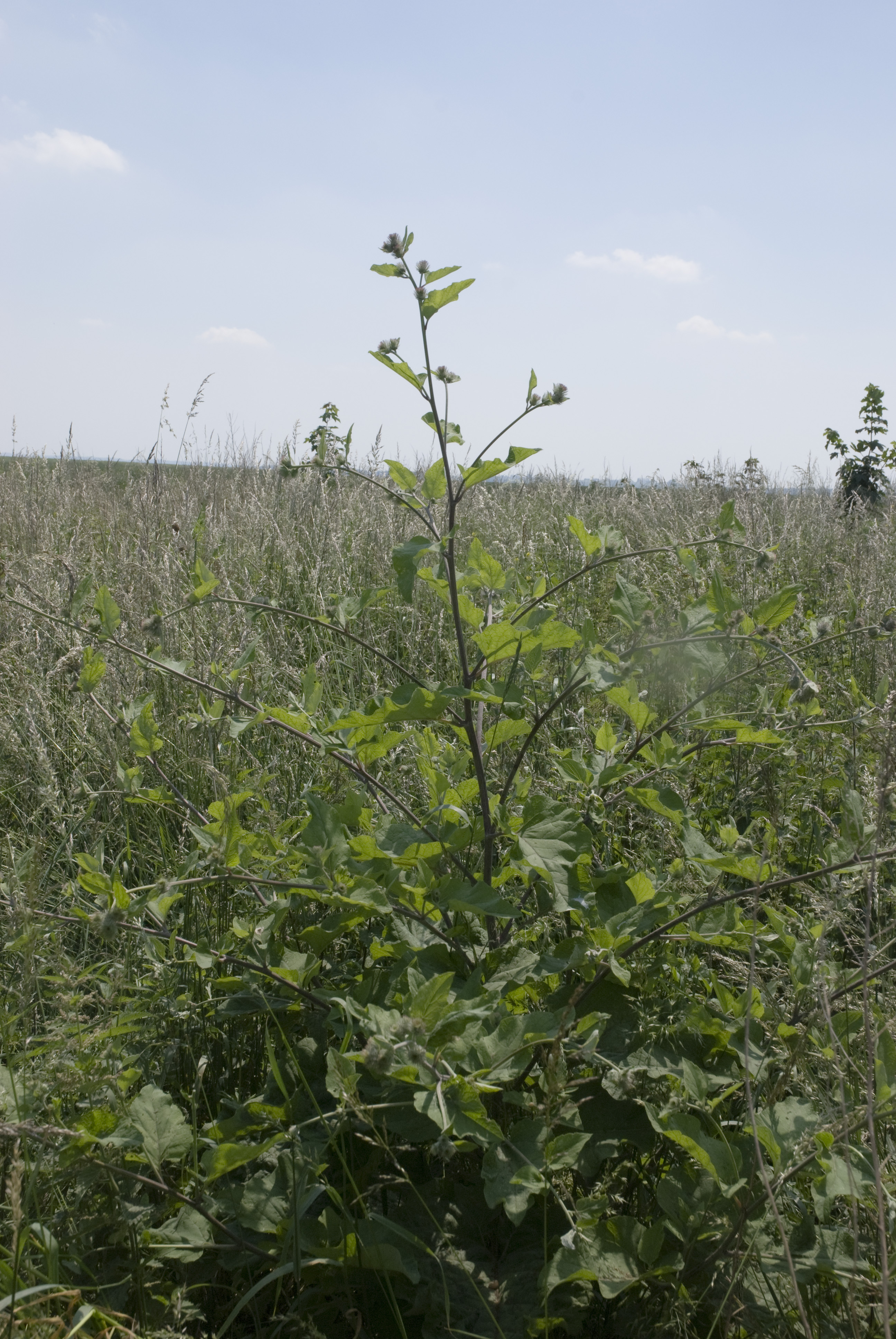
рослина у середовищі проживання
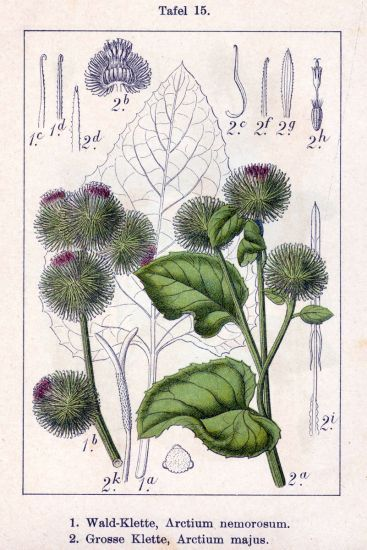
ілюстрація